# Сара Париш
Сара Париш (на английски: Sarah Parish) е известна британска актриса, родена на 7 юни 1968 година в Йовил, Великобритания. 

## Биография
На 17 години завършва с отличие колежа в родния си град със специалност „Театър“ и заминава за Лондон, където учи в Академията по сценични и приложни изкуства в Лондон.
След завършването си започва работа в музикален театър, докато не става известна с няколко телевизионни реклами, с което стартира нейната телевизионна и филмова кариера. Президент е на Йовилския младежки театър и е съдружник в продуцентска къща.
От 2007 г. е омъжена за актьора Джеймс Мъри. Има две деца.

## Кариера
Играе предимно роли на „севернячки“ като тази на Доун Ръдж в „Peak Practice“ (1993), Али Хеншал в „Cutting it“ (2002) и Натали Холдън в „Blackpool“ (2004). Тя е една от звездите в адаптацията по Шекспир „Много шум за нищо“ по BBC 1 в ролята на Беатриче. Номинирана е за приза „най-известна телевизионна актриса“ през 2003 г. на Националните британски ТВ награди. Участва в ролята на лейди Катрин в сериала „Приключенията на Мерлин“, сезон 2.

## Филми
| Година    | Филм                                                             | Роля                   |
| --------- | ---------------------------------------------------------------- | ---------------------- |
| 2009      | „Устоите на Земята“ – „The Pillars of the Earth“                 | Рейгън Хамли           |
| 2009      | „Приключенията на Мерлин“ – „Merlin“                             | лейди Катрин           |
| 2008–2009 | „Mistresses“                                                     | Д-р Кейти Роден        |
| 2007      | „Sex, the City and Me“                                           | Джес Търнър            |
| 2007      | „Director's Debut“                                               | цветарка               |
| 2007      | „Recovery“                                                       | Триша Хамилтън         |
| 2006–2009 | „Доктор Кой“ – „Doctor Who“                                      | Императрица            |
| 2006      | „Ваканцията“ – „The Holiday“                                     | Хана                   |
| 2006      | „Aftersun“                                                       | Сю                     |
| 2006      | „Girls on the Bus“                                               | Касиди Лонг            |
| 2006      | „If I Had You“                                                   | Шарън Майърс           |
| 2006      | „Marple: Sleeping Murder“                                        | Ейви Валънтайн         |
| 2005      | „Много шум за нищо“ – „ShakespeaRe-Told": Much Ado About Nothing | Беатриче               |
| 2005      | „Our Hidden Lives“                                               | Меги Джой Блънт        |
| 2002–2005 | „Cutting It“                                                     | фризьорката Али Хеншал |
| 2005      | „Monkey Trousers“                                                | различни роли          |
| 2005      | „Мъж под наем“ – „The Wedding Date“                              | Ти-Джей                |
| 2004      | „Blackpool“                                                      | Натали Холдън          |
| 2003      | „Reversals“                                                      | Д-р Шарлот Уудс        |
| 2003      | „Trust“                                                          | Ани Нейлър             |
| 2003      | „Unconditional Love“                                             | Лидия Грей             |
| 2002      | „Тревога“ – „Sirens“                                             | Али Пиарсън            |
| 2002      | „Impact“                                                         | Гейнър Кросуел         |
| 2000–2001 | „Hearts and Bones“                                               | Аманда Томас           |
| 2001      | „Table 12“                                                       | Шарън                  |
| 2001      | „Smoke“                                                          |                        |
| 2001      | „The Vice“                                                       | Джейн Фарел            |
| 2000      | „Kiss Me Kate“                                                   | Лиз                    |
| 2000      | „Brotherly Love“                                                 | Джулия Емпторп         |
| 2000      | „City Central“                                                   | Карън Ридли            |
| 2000      | „Beast“                                                          | Хелън                  |
| 1997–1999 | „Peak Practice“                                                  | Даун Ръдж              |
| 1999      | „Parting Shots“                                                  | рецепционистка         |
| 1998      | „Babes in the Wood“                                              | Рокси                  |
| 1998      | „Middleton's Changeling“                                         | обитател на приют      |
| 1994      | „The Bill“                                                       | Линда Пинчам           |

## Режисьор
- „Director's Debut“: „Baby Boom“ (2007) – 1 епизод